# ساشا ليما
ساشا ليما (بالإسبانية: Sacha Lima)‏ (17 أغسطس 1981 في بوليفيا - ) هو مدرب كرة قدم ولاعب كرة قدم بوليفي في مركز الوسط. شارك مع منتخب بوليفيا تحت 20 سنة لكرة القدم ومنتخب بوليفيا لكرة القدم. أما مع النوادي، فقد لعب مع ذي سترونغيست ونادي خورخي ويلسترمان ونادي ريال بوتوسي وUniversitario de Sucre ‏.

## مسيرته الكروية
لعب ساشا ليما خلال مسيرته الاحترافية مع 4 أندية في خمسة عشر موسمًا وسجل خلالها 23 هدفًا ضمن 347 مباراة. حيث فاز في موسم واحد بالكأس وفي خمسة مواسم بالدوري.
خاض ساشا ليما مسيرته مع نادي خورخي ويلسترمان في موسم 2000 في المرة الأولى ليلعب معه خمسة مواسم ثم في عامي 2006-2008 ولمدة موسمين، مشاركًا طوالها في 176 مباراة سجل خلالها 11 هدفًا. ثم انتقل إلى نادي ريال بوتوسي ما بين عامي 2005 و2006 لمدة موسم واحد، حيث شارك في 22 مباراة ولم يسجل أي هدف. لينتقل بعدها إلى نادي ذي سترونغيست ما بين عامي 2008 و2009في المرة الأولى لمدة موسم واحد ثم في موسم 2011 ليلعب معه أربعة مواسم، مشاركًا طوالها في 81 مباراة سجل خلالها 6 أهداف. ثم انتقل إلى Universitario de Sucre ‏ في عامي 2009-2011 ولمدة موسمين، مشاركًا في 68 مباراة سجل خلالها 6 أهداف أيضًا.

## وصلات خارجية
- ساشا ليما على موقع الاتحاد الدولي (مؤرشف)  (الإنجليزية)
- ساشا ليما على موقع إي إس بي إن إف سي (الإنجليزية)
- ساشا ليما على موقع قاعدة بيانات كرة القدم.إي يو (الإنجليزية)
- ساشا ليما على موقع ناشيونال فوتبول تيمز (الإنجليزية)
- ساشا ليما على موقع Soccerway.com (الإنجليزية)
- ساشا ليما على موقع عالم كرة القدم.نت (الإنجليزية)